# Nombre sublime
Un nombre sublime est un entier naturel dont le nombre des diviseurs et la somme des diviseurs sont tous deux des nombres parfaits.

## Exemples
- 12 est un nombre sublime. En effet,
  - ses diviseurs (1, 2, 3, 4, 6 et 12) sont au nombre de 6, qui est parfait ;
  - leur somme, 28, est également un nombre parfait.
- On ne connaît que deux nombres sublimes[1],[2] : 12 et (2126)(261 − 1)(231 − 1)(219 − 1)(27 − 1)(25 − 1)(23 − 1). Le second comporte 76 chiffres :